# Teatao Teannaki
Teatao Teannaki, né en 1936 et mort le 11 octobre 2016, est un homme politique gilbertin et président de la république des Kiribati du 8 juillet 1991 au 24 mai 1994.

## Biographie
Membre du Parlement, Teatao Teannaki devient en 1979 le premier vice-président de la République sous les mandats de Ieremia Tabai, auquel il succède à la tête de l'archipel en 1991. Comme son prédécesseur, il est membre du Parti du progrès national. En mai 1994, il doit quitter ses fonctions après le vote d'une motion de censure par le Parlement.
Teannaki occupe également les fonctions de ministre de l'Intérieur de 1979 à 1987, puis des Finances entre 1987 et 1991.
Le 5 février 2016, après avoir perdu son siège de député lors des élections législatives, il est élu président de la Maneaba ni Maungatabu, le parlement national. Il meurt d'une crise cardiaque à Betio durant une discussion « animée » avec des citoyens de son atoll d'origine d'Abaiang, le 11 octobre 2016,.